# Hörblacher Seengebiet
Das Hörblacher Seengebiet ist ein Areal mit mehreren Baggerseen und natürlichen Gewässern auf dem Gebiet des Schwarzacher Ortsteils Hörblach im unterfränkischen Landkreis Kitzingen. Zwei Seen, der sogenannte Botanische Garten und das Sphagnum, werden als Naturdenkmäler unter dem Namen Zwei Seen geführt.

## Geografische Lage
Heute besteht das Hörblacher Seengebiet aus insgesamt zehn Gewässern (zwei weitere sind der Rest eines einst größeren Sees), die sich im Nordosten beginnend in einem Bogen um das Dorf ziehen. Die beiden als Naturdenkmal geschützten Seen liegen allerdings etwas abseits des Dorfes im Südosten unmittelbar nördlich der Bundesautobahn 3. Daneben begrenzt die Bundesstraße 22/Staatsstraße 2271 im Norden und Westen das Seengebiet. Die Kreisstraße KT 12 durchschneidet die Seenlandschaft.
Die größeren Seen um das Dorf entstanden alle als Baggerseen bei der Gewinnung von Sand und Kies in der Zeit nach 1962. Insgesamt nehmen sie eine Fläche von etwa 60 ha ein. Mehrere ausgebaggerte Seen wurden wieder verfüllt und das Gelände wird als Ackerland genutzt. Lediglich die kleineren Seen in der Nähe der Autobahn sind natürlichen Ursprungs und wurden bereits in der ersten Hälfte des 20. Jahrhunderts von der Gemeinde genutzt.

## Geschichte
Die beiden natürlichen Seen in der Nähe der Bundesautobahn wurden bereits am 18. März 1941 durch die damaligen Behörden zu Naturdenkmälern erklärt. In den 1950er Jahren war der untere der Seen fast ganz ausgetrocknet, weil dort 80 bis 100 Gänse der Gemeinde weideten und die natürliche Beschaffenheit des Gewässers zerstörten. Zugleich führte die Anlage des Mainkanals zu einer Absenkung des Grundwassers. Bereits 1949 kam ein Bericht der unteren Naturschutzbehörde zu dem Schluss, dass der See seinen „ursprünglichen Wert verloren“ habe.
Nachdem die Gemeinde die Beweidung des Geländes beendet hatte, konnten sich der See und die umliegenden Wiesen langsam erholen. Ein weiterer Eingriff war der Bau der Bundesautobahn 3 ab 1962. So verlor Der „Botanische Garten“, der größere der beiden Seen etwa einen Hektar an Fläche und ist heute nur noch 4,3 ha groß. Der Autobahnbau zerstörte auch große Teile der angrenzenden, als „Schilfmoor“ bezeichneten Wiesen.
Die Kitzinger Firma Lenz-Ziegler-Reifenscheid, die auch für die Sandentnahme und das Ausbaggern der Seen verantwortlich ist, treibt die Renaturierung der Hörblacher Seen voran. Die zwei Seen nördlich der Kreisstraße KT 12 sollen in Zukunft für die Fischerei geöffnet werden, während der große Badesee weiter als Erholungsort ausgebaut werden soll. Lediglich die Seen südlich des Dorfes gelegenen werden in Ökozellen umgewandelt. Eine Studie des Jahres 2017 kommt zu dem Schluss, dass die Hörblacher Seen einer der potentiellen Anziehungspunkte für den Tourismus in der Gemeinde sein können. Diskutiert wurde eine Nutzung durch den Wassersport und die Ausweisung von Wohnmobilstellplätzen. Mehrere Schautafeln unterrichten heute über die biologische Vielfalt an und in den Seen.

## Flora und Fauna

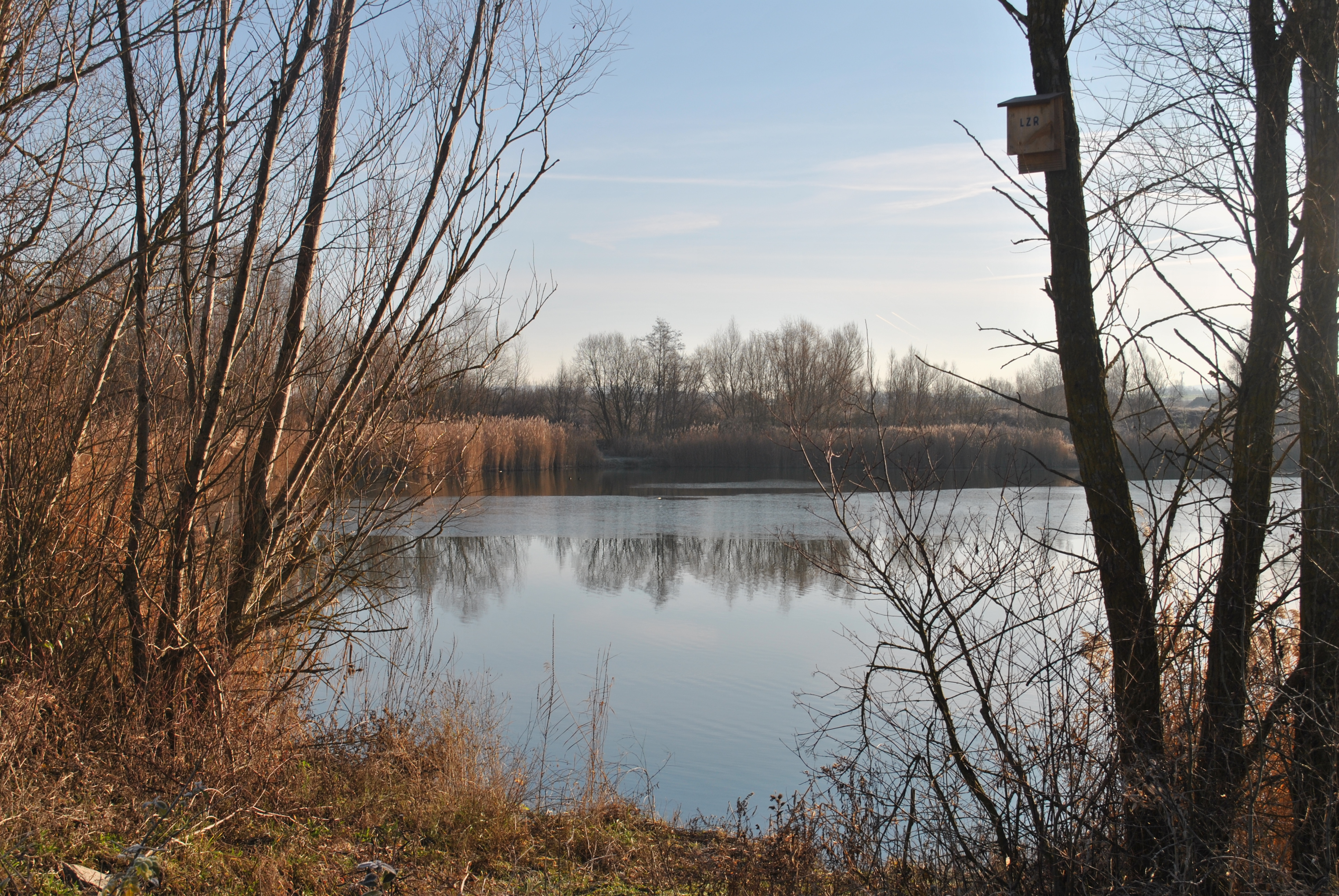
Einer der Baggerseen nahe Hörblach

Die beiden kleinen, geschützten Seen des Hörblacher Seengebietes weisen eine vielfältige Flora und Fauna auf. So wachsen auf den angrenzenden Wiesen Riedgräser (Cyperaceae), Fettkräuter (Pinguicula), Kriech-Weiden (Salix repens) und verschiedene Orchideenarten (Orchidaceae). Auf den sumpfigen Gebieten in der Nähe des „Sphagnum“-Sees gibt es Arnika (Arnica montana), das Sumpfauge und das Wald-Läusekraut (Pedicularis sylvatica).
Die Baggerseen werden durch Renaturierungsmaßnahmen in vielfältige Biotope umgewandelt. Es wurden dort Nistplätze für die Rohrweihe (Circus aeruginosus) eingerichtet, der Biber (Castoridae) hat sich an den nördlichen Seen angesiedelt. Der Besatz mit Edelkrebsen (Astacus astacus) hat dafür gesorgt, dass sie in den meisten der Seen heimisch sind. Außerdem sind die Malermuschel (Unio pictorum) und der symbiotische Bitterling (Rhodeus amarus) in den Seen zu finden.
Der größte See, heute als Badesee genutzt, bietet mehreren Vogelarten eine Heimat. Verschiedene Rallenarten (Rallidae) und die Reiher- (Aythya fuligula) und die Stockente (Anas platyrhynchos) kommen dort vor. Haubentaucher (Podiceps cristatus) und Schwäne (Cygnus) werden angelockt. Uferschnepfen (Limosa limosa), Strandläufer (Calidris) und der Flussregenpfeifer (Charadrius dubius) fühlen sich entlang der sandigen Uferbereiche wohl. Mehrere Schwimmblattzonen sind der Ort für unterschiedliche Wasserpflanzen.